# Ruta Provincial E 83 (Córdoba)
La Ruta Provincial E-83 es una carretera de jurisdicción provincial, ubicada en el Valle de Calamuchita, en la Provincia de Córdoba, en la República Argentina
.
Es una ruta de tipo urbano, ya que su trazado está totalmente desarrollado dentro de la localidad de Villa General Belgrano (8.257 habitantes)
.
.
Su trazado se inicia en la intersección de la  RP 5  (kilómetro 77) con la Avenida Las Magnolias. Discurre por esta avenida hasta intersecar a la Avenida San Martín (y el final de la  RP S-271 ), continúa su curso por esta avenida hacia la izquierda, hasta intersecar el punto cero de la localidad (en esa intersección nacen 4 avenidas: San Martín, Ojo de Agua, Julio A Roca y Los Manantiales), de allí continúa por Avenida Julio Argentino Roca hasta encontrar la Avenida Champaquí, para continuar por esta última hasta alcanzar nuevamente la  RP 5  en su kilómetro 79.

## Recorrido
|  | CONTgq | ABZq+lr | CONTfq |

|  |  | STR |

|  |  | STR |

|  |  | STR |

|  |  | STR |

|  | CONTgq | SHI4gl+lq | CONTfq |